# Tokyo Bay zone
Tokyo Bay zone er et geografisk område lidt sydøst for centrum af Tokyo. Under de olympiske lege i 2020 vil Tokyo Bay zonen referere til en gruppering af sportsafviklingssteder (arenaer), der alle ligger samlet i denne del af Tokyo. Områder omfatter også den kunstige ø Odaiba, hvor de fleste begivenheder i Tokyo Bay zonen finder sted.